# Хлучин
Хлучин (чеш. Hlučín, пољ. Hulczyn) град је у Чешкој Републици, у оквиру историјске покрајине Шлеске. Хлучин је у оквиру управне јединице Моравско-Шлески крај, где припада округу Опава.

## Географија
Хлучин се налази у крајње североисточном делу Чешке Републике, близу државне границе са Пољском - 10 километра северно од града. Град је удаљен 380 км источно од главног града Прага, а од првог већег града, Остраве, свега 11 км северно.
Град Хлучин се налази у чешком делу Шлеске, која делом припада и Пољској. У оквиру дате историјске покрајине град са околином чини област Хлучинско. Надморска висина града је око 240 м, а подручје града и околине је благо заталасано.

## Историја
Подручје Хлучина било је насељено још у доба праисторије. Насеље под данашњим називом први пут се у писаним документима спомиње у 1256, а 1303. године насеље је добило градска права.
У раздобљу од 1742-1919. године област Хлучинско са градом Хлучином је, за разлику од остатка чешких земаља, било под Пруском, касније под Немачким царством, а не под Хабзбурзима. Област је вековима имала чешку већину у тада махом Немцима насељеној Шлеској.
Године 1919. Хлучин је постао део новоосноване Чехословачке. Међутим, како дато подручје није било у оквиру хабзбуршких крунских земаља, дошло је до много супростављања око тога ко (Чехословачка, Вајмарска Немачка или Пољска) има право на Хлучин и Хлучинско. Коначно је подручје Хлучина прикључено Чехословачкој, али Немачка није била тиме задовољна. Стога је 1938. године Хлучин отцепљен од Чехословачке и припојено Трећем рајху, у склопу издвајања Судетских области. После Другог светског рата град је поново враћен Чехословачкој. У време комунизма град је нагло индустријализован. После осамостаљења Чешке дошло је до опадања активности тешке индустрије и до проблема са преструктурирањем привреде.

## Становништво
Хлучин данас има око 14.000 становника и последњих година број становника у граду полако стагнира. Поред Чеха у граду живе Словаци и Роми.

## Партнерски градови
- Намислов
- Небелшиц
- Ружомберок

## Галерија
- Римокатоличка Црква св. Јована Крститеља
- Хлучински замак